# Рейкхоулахреппюр
Рейкхоулахреппюр  (исл. Reykhólahreppur, исландское произношение: [ˈreikˌhouːlɑˌr̥ɛhpʏr̥] слушатьо файле) — община на западе Исландии в регионе Вестфирдир. Население 262 человека, площадь 1103,3 км².

## История
Хотя поселения на землях нынешней общины Рейкхоулахреппюр известны со времён заселения Исландии, но впервые отдельное муниципальное образование — сельская община Рейкхоуласвейт (исл. Reykhólasveit) в границах полуострова Рейкьянес, было создано в 1950 году.
В июле 1987 года пять небольших сельских общин Эйстюр-Бардастрандарсислы — Рейкхоуласвейт, Гейрадальсхреппюр (исл. Geiradalshreppur), Гювюдальсхреппюр (исл. Gufudalshreppur), Мулахреппюр (исл. Múlahreppur ) и Флатейярхреппюр (исл. Flateyjarhreppur), объединились в одну большую сельскую общину Рейкхоулахреппюр.

## Характеристика
В настоящее время территория Рейкхоулахреппюр граничит на западе с землями общины Вестюрбиггд, на севере с Судавикюрхреппюр и Страндабиггд, на юге с общиной Далабиггд. В Рейкхоулахреппюр есть только три населённых пункта — Рейкхоулар, Кроуксфьярдарнес и Флатей. Административным центром общины и самым большим поселением является Рейкхоулар с населением 120 человек в 2021 году.
В община является сельской и основное занятие жителей Рейкхоулахреппюр — сельское хозяйство (овцеводство, коневодство, молочно-товарное скотоводство). В то же время в селении Рейкхоулар расположены завод по переработке водорослей, соледобывающее предприятие и единственный порт общины. На землях общины много геотермальных источников, энергия которых используется для обогрева жилищ, в подогрева воды в бассейне в Рейкхоулар и на предприятиях для сушки водорослей и соли.

## Транспорт
По территории общины проходят три дороги регионального значения — 114-километровый участок Вестфьярдарвегюр 60, 10-километровый участок Дьюпвегюр 61 и значительная часть горной дороги Кодлафьярдархейдарлейд F66 (дорога открыта только летом). Есть несколько дорог местного значения:  Гарпадальсвегюр 602, Гейрадальсвегюр 605, Кадльсейярвегюр 606, Рейкхоуласвейтарвегур 607, Торскафьярдарвегюр 608 и Стейнадальсвегюр 690. Имеется небольшой аэропорт, который находится в 1,5 км к северо-западу от центра поселения.
Морской транспорт в общине используется мало из-за неблагоприятных условий — отсутствия удобных бухт и обилия мелководий, подводных скал и шхеров. Единственный порт находится в Рейкхоуларе, пристани есть на бывшей мясобойне в Кроуксфьярдарнесе (исл. Króksfjarðarnes), Стадюр (исл. Staður), Хвальлаутюр (исл. Hvallátur) и Скаульейяр (исл. Skáleyjar).
Есть также пристань в гавани на острове Флатей, как промежуточном пункте регулярной морской автомобильной грузопассажирской паромной переправы Стиккисхоульмюр—Флатей—Брьяунслайкюр между Стиккисхоульмюром и портом Брьяунслайкюр на юге региона Вестфирдир. Паромная переправа является единственным средством доступа на остров Флатей. Переправа работает с 1924 года и обслуживается паромом Baldur, принадлежащим старейшей и крупнейшей исландской транспортной компании Eimskip.

## Население
Источник: Mannfjöldi eftir kyni, aldri og sveitarfélögum 1998-2021 (исл.). hagstofa.is. Reykjavík: Hagstofa Íslands [Статистическая служба Исландии]. Дата обращения: 16 октября 2021.